# Мельничук Наталія Юріївна
Наталія Юріївна Мельничук (нар. 27 листопада 1956, Львів) — доктор юридичних наук.

## Біографія
Народилася 27 листопада 1956 року у Львові. Закінчила Львівський державний університет ім. І. Франка (нині ЛНУ), а також Львівський університет бізнесу та права.
Доктор юридичних наук.
Автор трьох монографій та понад 40 наукових статей.
Наукові праці опубліковано у виданнях «Практична філософія» (м. Київ), «Філософські пошуки» (Львів-Одеса), «Актуальні філософські та культурологічні проблеми сучасності» (Київ), «Сіверянський Літопис» (Чернігів), «Філософсько-антропологічні студії», «Наука і правоохорона» (Київ), «Наука. Релігія. Суспільство», «Південноукраїнський правничий часопис» (Одеса), «Митна справа» (Львів), а також у збірниках і наукових часописах філософського та юридичного спрямування Національного університету державної податкової служби України, Національного університету «Львівська політехніка», Львівського інституту Сухопутних військ, Львівського державного університету внутрішніх справ, Ужгородського національного університету, Львівського університету бізнесу та права, Національного університету «Острозька Академія», Прикарпатського національного університету ім. В. Стефаника, Харківського національного економічного університету, Хмельницького університету управління та права та ін.

## Автор монографій
1. Дискурс злочину та покарання в контексті класичної філософської парадигми / Н. Ю. Мельничук. - Львів: «Край»., 2006. - 328 с.
2. Категорії «злочин» та «покарання» у філософсько-правовому вимірі / Н. Ю. Мельничук -Львів: ЛДУВС, 2010. - 440с.[1]
3. Слово на захист Гідності / Н. Ю. Мельничук. — Львів, 2017. — 95 с.
4. 4.Інтенція свободи/ Н. Ю. Мельничук. Львів, 2023.— 376 с.